# Opal (cràter)
Opal és un cràter sobre la superfície de (2867) Šteins, situat amb el sistema de coordenades planetocèntriques 1.1 ° de latitud nord i 337.8 ° de longitud est. Fa un diàmetre de 0.4 km. El nom va ser fet oficial per la UAI el nou de maig de 2012 i fa referència a l'òpal, mineral amorf que presenta de diversos colors.